# 5-й механизированный корпус (2-го формирования)
5-й механизированный Днестровско-Рымникский корпус — общевойсковое оперативно-тактическое соединение (механизированный корпус) РККА СССР, в годы Великой Отечественной войны.
Сокращённое наименование — 5 мк.

## История формирования
5-й механизированный корпус начал формироваться 8 сентября 1942 года на базе 22-го танкового корпуса в Горьковском Автобронетанковом Центре и закончил своё формирование в районе города Ефремов 27 ноября 1942 года.
.
За отличие при форсировании Днестра, взятии города и важного железнодорожного узла Бельцы и выход на государственную границу получил почётное наименование «Днестровский» (приказ ВГК № 081 от 8 апреля 1944 года).
За отличие в боях при овладении городом Рымникул-Сэрат (Рымник) получил почётное наименование «Рымникский» и преобразован в 9-й гвардейский механизированный Днестровско-Рымникский корпус (Приказ ВГК № 0306 от 12 сентября 1944 года).
В составе действующей армии:
- с 30.10.1942 по 10.02.1943
- с 27.07.1943 по 23.10.1943
- с 11.01.1944 по 12.09.1944

## Состав корпуса
- Управление корпуса
- 2-я механизированная Днестровская бригада
  - 252-й отдельный танковый полк
- 9-я механизированная Плоештинская[5] Краснознамённая[6] бригада
  - 46-й танковый полк
- 45-я механизированная Днестровская бригада
  - 156-й отдельный танковый полк
- 49-я механизированная бригада, в апреле 1943 года включена в состав 6-го гвардейского механизированного корпуса
- 233-я танковая Днестровская бригада
- 1827-й  тяжёлый самоходно-артиллерийский полк
- 745-й лёгкий самоходно-артиллерийский Краснознамённый[7] полк
- 697-й самоходно-артиллерийский Ясский[8] ордена Александра Невского[9] полк
- 1228-й истребительно-противотанковый артиллерийский полк
- 458-й миномётный полк
- 1700-й зенитный артиллерийский полк

Корпусные части:
- 406-й отдельный гвардейский миномётный дивизион
- 64-й отдельный мотоциклетный батальон
- 657-й отдельный батальон связи, с 27.07.1943
- 39-й отдельный саперный ордена Богдана Хмельницкого[7]батальон, с 30.10.1942
- 81-й ремонтно-восстановительный батальон, с 30.10.1942
- 159-я отдельная рота химической защиты, с 27.07.1943
- 6-я отдельная инженерно-минная рота, с 30.10.1942
- 8-я отдельная автотранспортная рота подвоза ГСМ, с 30.10.1942
- Авиационное звено связи, с 27.07.1943
- 12-й полевой автохлебозавод, с 27.07.1943
- 1777-я полевая касса Государственного банка, с 27.07.1943
- 1817-я военно-почтовая станция, с 01.12.1942

## Командование корпуса

### Командиры корпуса
- генерал-майор танковых войск, генерал-лейтенант танковых войск Волков, Михаил Васильевич (с 02.11.1942 по 12.09.1944)[10]

### Начальники штаба корпуса
- полковник Шапошников, Матвей Кузьмич (10.1942 — 04.1943);
- полковник Кольнов Владимир Иванович (04.1943 — 09.1943);
- полковник Живалёв, Пётр Кириллович (08.09.1943 — 07.1944);
- полковник Масленников Андрей Артемьевич (07.1944 — 12.09.1944)[11]

### Военный комиссар
С 9 октября 1942 года — заместитель командира по политической части:
- полковой комиссар, полковник —  Чепига, Дмитрий Георгиевич (с 30.08.1942 по 16.06.1943)

### Начальники политотдела
С июня 1943 года — он же заместитель командира по политической части:
- старший батальонный комиссар, подполковник Клочков, Трофим Фёдорович (с 26.10.1942 по 16.06.1943)
- полковник Чепига Дмитрий Георгиевич (с 16.06.1943 по 25.02.1944)
- полковник Шалунов, Василий Михайлович (с 25.02.1944 по 12.09.1944)

## Отличившиеся воины
| Награда | Ф. И.О                         | Должность | Звание               | Дата награждения      | Примечания                                                  |
| ------- | ------------------------------ | --- | -------------------- | --------------------- | ----------------------------------------------------------- |
|         | Авраменко, Пётр Никитович      | командир 3-го мотострелкового батальона 45-й механизированной бригады                                              | гвардии майор        | 24 марта 1945 года    |                                                             |
|         | Быстров, Павел Дмитриевич      | врио командира 252-го отдельного танкового полка, 2-й механизированной бригады                                     | гвардии майор        | 24 марта 1945 года    | Погиб в бою 25 августа 1944 года                            |
|         | Букия, Акакий Константинович   | заместитель командира 745-го самоходного артиллерийского полка по строевой части                                   | гвардии майор        | 24 марта 1945 года    |                                                             |
|         | Васильев, Михаил Иванович      | командир танковой роты 46-го танкового полка, 9-й механизированной бригады                                         | старший лейтенант    | 24 марта 1945 года    | Погиб в бою 24 августа 1944 года                            |
|         | Гранкин, Павел Николаевич      | командир пулемётного расчёта мотострелкового батальона, 2-й механизированной бригады                               | красноармеец         | 13 сентября 1944 года |                                                             |
|         | Дадашев, Магеррам Акпер оглы   | механик-водитель танка 233-й танковой бригады                                                                      | старший сержант      | 24 марта 1945 года    | Умер от ран 17 сентября 1944 года                           |
|         | Демченко, Василий Иванович     | помощник командира взвода разведки 1-го мотострелкового батальона, 45-й механизированной бригады                   | сержант              | 13 сентября 1944 года |                                                             |
|         | Дениченко, Исай Петрович       | командир отделения 2-й стрелковой роты 3-го мотострелкового батальона, 2-й механизированной бригады                | красноармеец         | 13 сентября 1944 года |                                                             |
|         | Дубина, Пётр Прокофьевич       | номер расчёта станкового пулемёта 1-й стрелковой роты 3-го мотострелкового батальона, 2-й механизированной бригады | красноармеец         | 13 сентября 1944 года |                                                             |
|         | Елизаров, Виктор Васильевич    | стрелок 2-й механизированной бригады                                                                               | красноармеец         | 13 сентября 1944 года |                                                             |
|         | Завалин, Виктор Васильевич     | — командир отделения 3-го мотострелкового батальона, 2-й механизированной бригады                                  | младший сержант      | 13 сентября 1944 года |                                                             |
|         | Колосов, Виктор Иванович       | командир танка 252-го отдельного танкового полка, 2-й механизированной бригады                                     | гвардии лейтенант    | 13 сентября 1944 года | Погиб в бою 20 августа 1944 года                            |
|         | Крапивин, Аристарх Иванович    | командир 1-го мотострелкового батальона 45-й механизированной бригады                                              | майор                | 25 марта 1945 года    |                                                             |
|         | Кузнецов, Виктор Павлович      | механик-водитель танка 252-го отдельного танкового полка 2-й механизированной бригады                              | младший сержант      | 24 марта 1945 года    |                                                             |
|         | Лелеков, Александр Макарович   | командир отделения автоматчиков разведывательной роты 45-й механизированной бригады                                | старший сержант      | 13 сентября 1944 года |                                                             |
|         | Лобачёв, Николай Гаврилович    | командир взвода миномётной батареи 1-го мотострелкового батальона, 45-й механизированной бригады                   | сержант              | 13 сентября 1944 года |                                                             |
|         | Марачевич, Николай Дионисьевич | командир 45-й механизированной бригады                                                                             | подполковник         | 17 мая 1944 года      |                                                             |
|         | Матвеев, Николай Пантелеевич   | командир 3-го мотострелкового батальона 2-й механизированной бригады                                               | старший лейтенант    | 13 сентября 1944 года |                                                             |
|         | Нетёсов, Василий Ульянович     | командир роты мотострелкового батальона 2-й механизированной бригады                                               | лейтенант            | 13 сентября 1944 года |                                                             |
|         | Новиков, Ефим Васильевич       | командир танкового взвода 2-го батальона 233-й танковой бригады                                                    | старший лейтенант    | 24 марта 1945 года    |                                                             |
|         | Овчаров, Александр Михайлович  | командир 45-й механизированной бригады                                                                             | гвардии подполковник | 28 апреля 1945 года   |                                                             |
|         | Сергеев, Василий Дмитриевич    | командир батареи СУ-85 745-го самоходного артиллерийского полка                                                    | старший лейтенант    | 24 марта 1945 года    |                                                             |
|         | Сиротин, Николай Яковлевич     | командир батареи САУ СУ-76, 156-го отдельного танкового полка, 45-й механизированной бригады                       | старший лейтенант    | 24 марта 1945 года    | Погиб в бою 22 августа 1944 года                            |
|         | Степанов, Константин Иванович  | командир танка 1-го танкового батальона 233-й танковой бригады                                                     | младший лейтенант    | 24 марта 1945 года    |                                                             |
|         | Степанов, Николай Саввич       | пулемётчик 1-го мотострелкового батальона 45-й механизированной бригады                                            | красноармеец         | 5 мая 1990 года       | представлялся к званию в марте 1944 года                    |
|         | Торнев, Иван Петрович          | командир отделения 2-го мотострелкового батальона 2-й механизированной бригады                                     | старшина             | 13 сентября 1944 года | погиб 27 января 1945 года                                   |
|         | Туфтов, Иван Никитович         | пулемётчик 1-го мотострелкового батальона 45-й механизированной бригады                                            | красноармеец         | 13 сентября 1944 года |                                                             |
|         | Чирков, Григорий Григорьевич   | | старшина             | 13 сентября 1944 года | Указом Президиума ВС СССР от 5 марта 1954 года лишён звания |
|         | Шалимов, Николай Дмитриевич    | командир отделения 3-й мотострелковой роты 3-го мотострелкового батальона 2-й механизированной бригады             | сержант              | 13 сентября 1944 года |                                                             |